# Cytinus malagasicus
Cytinus malagasicus là một loài thực vật có hoa trong họ Cytinaceae. Loài này được Jum. & H.Perrier mô tả khoa học đầu tiên năm 1915.